# Repetitionsövning
Repetitionsövning (även kallat repövning, repmånad eller repetitionsmånad) var övningar som svenska värnpliktiga kallades till efter avslutad grundutbildning. Vanligtvis genomförde man två repetitionsövningar i det förband som man utbildades till i värnplikten och sedan överfördes man till försvarsområdesförband och genomförde ytterligare en eller två övningar där. Antalet repetitionsövningar i Sverige sjönk till ett minimum efter kalla krigets slut och omfattade oftast nyckelförband och särskilt viktiga stödfunktioner. I praktiken genomfördes inte någon repetitionsutbildning sedan slutet av 1990-talet.
I samband med att värnplikten togs bort år 2010, lades försvarets möjlighet att kalla in värnpliktiga till repetitionsövningar vilande. Repetitionsövning återinfördes av regeringen Löfven I 11 december 2014, nu mera kallad repetitionsutbildning (ej skapad).